# OŚ AZS Kraków
AZS Kraków – jednostka organizacyjna Akademickiego Związku Sportowego z siedzibą w Krakowie. Jest jedną z 17 organizacji środowiskowych AZS działających na terenie kraju. Jest kolebką  Akademickiego Związku Sportowego założoną 15 maja 1909 roku.

## Barwy i gryf
Jednostka używa barw, flagi i znaków organizacyjnych AZS. Barwami jednostki są: kolor biały i czarny. Godłem jednostki jest biały gryf na czarnym polu.

## Działalność
AZS Kraków działa w środowisku młodzieży akademickiej i szkolnej na terenie Krakowa oraz województwa małopolskiego.
W AZS Kraków zrzeszone są kluby uczelniane AZS, kluby środowiskowe AZS oraz środowiskowe sekcje sportowe AZS Krakowa oraz województwa małopolskiego.
Corocznie AZS Kraków organizuje Akademickie Mistrzostwa Małopolski (dawniej: Małopolską Ligę Akademicką). W roku akademickim 2007/2008 rywalizacja w ramach Ligi prowadzona była w 15 dyscyplinach, w których walczyło ze sobą łącznie 13 uczelni z całej Małopolski.

## Zrzeszane jednostki

### Kluby uczelniane
- AZS AGH Kraków
- AZS ASP Kraków
- AZS Politechnika Krakowska
- AZS UE Kraków
- AZS Uniwersytet Jagielloński
- AZS UP Kraków